# سیارک ۳۲۰۸
سیارک ۳۲۰۸ (به انگلیسی: 3208 Lunn، نامگذاری:1981JM) سه هزار و دویست و هشتمین سیارک کشف شده‌است که در ۳ مه ۱۹۸۱ کشف شد.
قدر مطلق سیارک برابر ۱۲٫۰۰ است.